# 小金町 (瀬戸市)
小金町（おがねちょう）は、愛知県瀬戸市水南連区の町名。丁番を持たない単独町名である。

## 地理
- 瀬戸市の西部に位置する[8]。南から西を西追分町、西から北を東松山町、北東を上陣屋町、東を下陣屋町・進陶町と隣接している[8]。
- 南北に細長い町域をなし、南端は名鉄瀬戸線の瀬戸市役所前駅に接する[注釈 1][8]。
- 南北に狭い谷を埋めるように住宅が進出している[8]。

### 学区
市立小・中学校に通う場合、学区は以下の通りとなる。また、公立高等学校普通科に通う場合の学区は以下の通りとなる。
| 番・番地等 | 小学校             | 中学校             | 高等学校 |
| ---------- | ------------------ | ------------------ | -------- |
| 全域       | 瀬戸市立水南小学校 | 瀬戸市立南山中学校 | 尾張学区 |

なお、小金町全域において、特定区域における校区外通学が認められており、申請をすれば瀬戸市立にじの丘小学校・瀬戸市立にじの丘中学校への進学も可能である。

## 歴史

### 町名の由来
町域の南部にある氏神の金（おがね）神社によるものとされる

### 沿革
- 1957年（昭和32年）7月1日 - 瀬戸市大字上水野字安戸[注釈 2]の一部により、同市小金町として成立[2]。
- 1984年（昭和59年）5月1日 - 大字上水野字安戸の一部を編入[14]。

## 世帯数と人口
2024年（令和6年）1月1日現在の世帯数と人口は以下の通りである。
| 町丁   | 世帯数  | 人口  |
| ------ | ------- | ----- |
| 小金町 | 290世帯 | 628人 |

### 人口の変遷
国勢調査による人口の推移
| 1995年（平成7年）  | 515人 | [ 15 ] |  |
| 2000年（平成12年） | 657人 | [ 16 ] |  |
| 2005年（平成17年） | 703人 | [ 17 ] |  |
| 2010年（平成22年） | 694人 | [ 18 ] |  |
| 2015年（平成27年） | 641人 | [ 19 ] |  |
| 2020年（令和2年）  | 603人 | [ 20 ] |  |

### 世帯数の変遷
国勢調査による世帯数の推移。
| 1995年（平成7年）  | 182世帯 | [ 15 ] |  |
| 2000年（平成12年） | 279世帯 | [ 16 ] |  |
| 2005年（平成17年） | 295世帯 | [ 17 ] |  |
| 2010年（平成22年） | 285世帯 | [ 18 ] |  |
| 2015年（平成27年） | 287世帯 | [ 19 ] |  |
| 2020年（令和2年）  | 284世帯 | [ 20 ] |  |

## 交通

### 鉄道
町内に鉄道は走っていない。最寄りの駅は名鉄瀬戸線瀬戸市役所前駅になる。

### バス
町内にバスは走っていない。最寄りのバス停は、名鉄バス「しなの線（瀬戸北線）」【1】【1H】【2】【2H】系統、同「東山線」【16H】【17H】系統の瀬戸市役所前北バス停・瀬戸京町バス停、または同「水野循環線」【20】【21】【22】【23】系統の松山町バス停になる。

### 道路
町内に国道・県道は通っていない。

## 施設
- 金神社[8] ： 1944年（昭和19年）に水北町から遷座[21]。主祀神は尾治金連（おわりかねのむらじ）[21]。神社の通称は「おがねさん」という[21]。
- 小金児童遊園[8] ： 金神社の境内にある公園[8]。コンビネーション遊具がある。
- 小金町ちびっこ広場 ： 町の北部にある小さな公園。ブランコ・すべり台・鉄棒・砂場がある。
- 小金町IIちびっこ広場 ： 町の北部にある小さな公園。ブランコと鉄棒がある。

- 金神社
- 小金児童遊園
- 小金町ちびっこ広場
- 小金町IIちびっこ広場

## その他

### 日本郵便
- 郵便番号 : 489-0064[6]（集配局：瀬戸郵便局[22]）。